# HyperCard

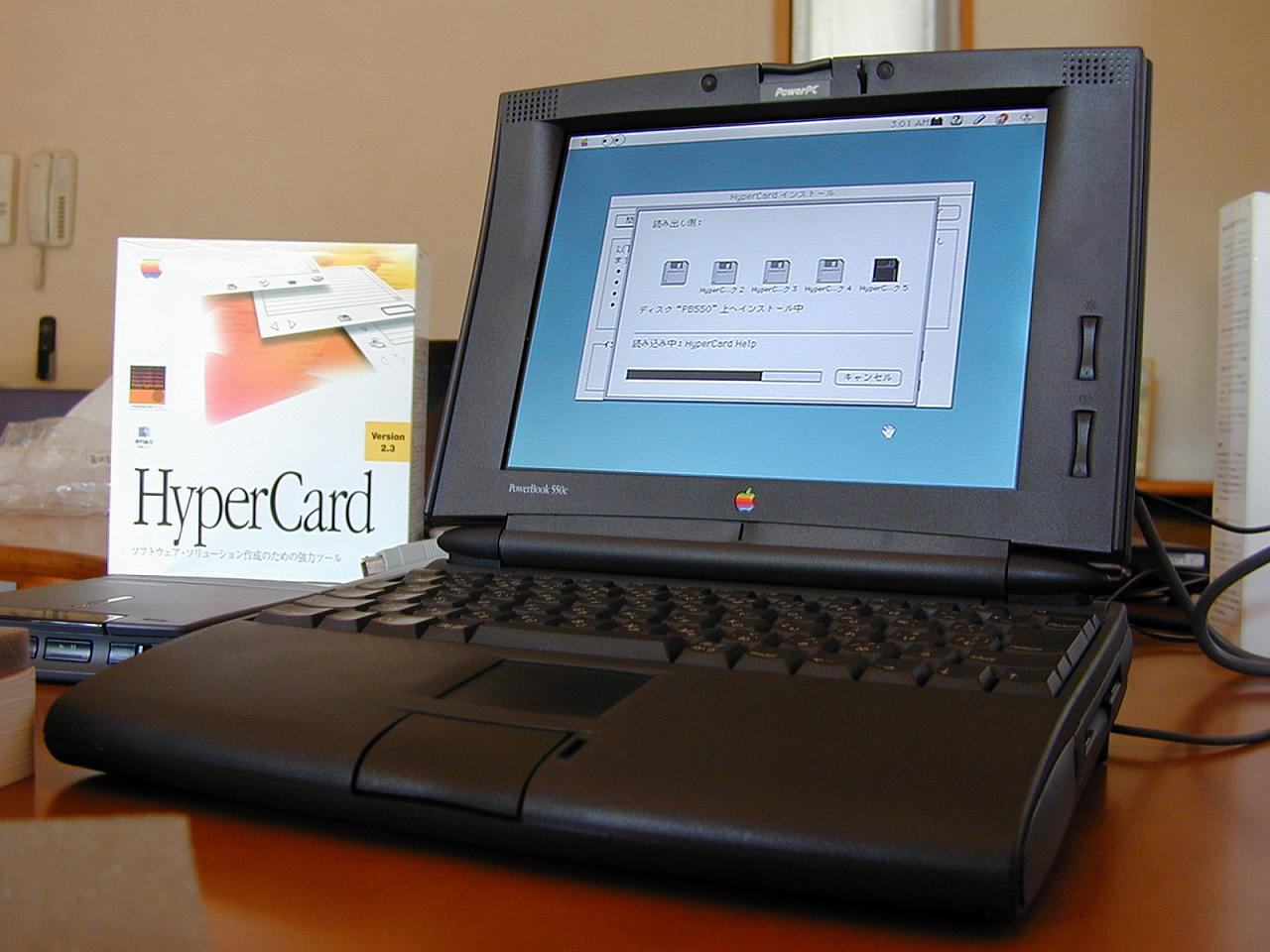
Imagem ilustrativa

HyperCard foi um programa aplicativo criado por Bill Atkinson para a Apple Computer que foi um dos primeiros sistemas hipermédia de sucesso antes do surgimento do World Wide Web. Ele associava capacidades de banco de dados a uma interface gráfica flexível e modificável pelo usuário. HyperCard também incluía HyperTalk, escrita por Dan Winkler, uma linguagem de programação poderosa e fácil de aprender, utilizada para a manipulação de dados e da interface usuário. Os usuários de HyperCard empregava-no frequentemente como um sistema de programação para RAD de diferentes tipos de aplicativos, banco de dados ou outros.
HyperCard foi lançado originalmente com o System 6 em 1987, tendo sido finalmente retirado da venda em março de 2004, sendo que então não havia sido atualizado por muitos anos. HyperCard funciona de modo nativo somente no Mac OS versões 9 ou anteriores, mas ainda pode ser usado no Mac OS X em modo clássico.